# Pierre Belleville
Pierre Belleville, né le 6 février 1924 à Paris et mort le 13 janvier 2010 à Lorry-lès-Metz, est un intellectuel et responsable associatif français.

## Biographie
Enfant de la banlieue, élevé à Bagneux, Pierre Belleville travaille comme comptable à partir de 1941. Après le débarquement de Normandie, il s'engage dans l'armée, combat en Alsace, puis en Allemagne.
Après 1946, il s'engage en politique au sein du mouvement Jeune République, héritier du Sillon de Marc Sangnier, et siège dans les instances nationales de ce petit parti de 1951 à 1954.
Il adhère alors au Mouvement de Libération du Peuple, où il participe au développement local de cette organisation. Il reste dans cette mouvance après la fusion du MLP au sein de l'UGS, puis de cette dernière dans le PSU.
Très engagé dans la formation des militants, il est actif au centre du Centre de culture ouvrière, ainsi que de l'institut de formation des animateurs de collectivité. Il se lie aussi aux groupes de chercheurs qui, autour de Paul-Henri Chombart de Lauwe, préfigurent les travaux à venir en sociologie du travail.
À partir de 1961, il s'installe à Metz. À partir de 1964, il dirige le conseil social et culturel de Moselle, puis fonde l'Institut régional de formation d'adultes, qu'il préside jusqu'en 1990.
Au sein du PSU, il soutient la direction menée par Edouard Depreux, et, se rapprochant de Marc Heurgon, œuvre au refus de l'adhésion à la FGDS prônée par Gilles Martinet, Pierre Bérégovoy et Jean Poperen, ainsi qu'à l'accession de Michel Rocard à la tête du parti en 1967, sans jamais cependant exercer de responsabilité nationale au sein du PSU.
De fait, Belleville est plus un intellectuel lié au courant politique de la « deuxième gauche » qu'un homme politique à proprement parler. En 1961, il publie ainsi un ouvrage intitulé Vérité sur la viande, qui développe une vision anti-centralisatrice de l'agriculture.
Mais, surtout, c'est Une Nouvelle Classe ouvrière, publié trois ans plus tard, qui marque les esprits. Le titre de l'ouvrage est quasi identique de celui de Serge Mallet, paru ensuite, et les thèses développées en sont proches, même si le livre de Belleville est plus clairement « militant », plus pragmatique, que celui de Mallet, et qu'il n'en a pas les prétentions scientifiques.
En 1968, il publie Laminage continu, consacré à la sidérurgie, notamment en Lorraine. 
Il participe aux discussions entre le CCO et le Mouvement de libération ouvrière qui aboutissent en 1972 à la création effective de Culture et Liberté, dont il devient le président national, mandat qu'il exerce jusqu'en 1979.
Il poursuit sa carrière éditoriale. En 1974, il publie Animation pour quelle vie sociale ?, en 1976  Les travailleurs devant la culture, en 1979 Cultures et pratiques ouvrières.
En 1974, il quitte, derrière Michel Rocard, le PSU, mais contrairement au courant majoritaire de ce parti, ne rejoint pas le Parti socialiste. Il reste jusqu'à la fin de sa vie sans engagement partisan.
Il devient cependant une personnalité de tout premier plan dans le domaine associatif, étant très engagé dans des organismes de coopération, comme la banque centrale des coopératives ou l'association de recherche pour la gestion et l'organisation.
Après 1981, il a une certaine influence auprès du gouvernement socialiste, et notamment au sein du cabinet de Jean Auroux. En 1982, il est chargé d'un rapport sur la « culture dans l'entreprise ».

## Sources
- Dictionnaire biographique du mouvement ouvrier mouvement social, notice de Claude Pennetier (lire en ligne)